# Sigurður Vigfússon (Archäologe)
Sigurður Vigfússon (* 8. September 1828 auf dem Hof Galtardalur, Dalasýsla; † 8. Juli 1892 in Reykjavík), auch Sigurður fornfræðingur („Sigurður der Altertumskundler“) genannt, war ein isländischer Goldschmied und Pionier der Archäologie in Island.

## Leben
Sigurður wuchs auf dem Bauernhof seiner Eltern in ärmlichen Verhältnissen auf. Mit 14 Jahren hatte er noch keine Schule besucht und war Analphabet. Guðbrandur Vigfússon, später ein bedeutender Gelehrter, war sein Bruder. Sigurður ging nach Kopenhagen, um das Goldschmiedehandwerk zu erlernen, und lebte einige Jahre in der dänischen Hauptstadt. Nach seiner Rückkehr nach Island war er in Reykjavík lange Jahre als Goldschmied tätig.
Er begann, sich mit isländischer Altertumskunde zu befassen, und arbeitete seit 1878 im „Isländischen Antiquitätenmuseum“ (Forngripasafnið), das 1911 zum Isländischen Nationalmuseum wurde. Von 1880 bis zu seinem Tode war er Leiter des Museums. Bereits 1879 gehörte er zu den Mitgründern der Isländischen Archäologischen Gesellschaft (Hið íslenzka fornleifafélag).
Sigurður Vigfússon bereiste weite Teile Islands, um archäologische Studien anzustellen, und baute die Sammlung des Antiquitätenmuseums unermüdlich aus. Aufsätze zu archäologischen Themen veröffentlichte er vor allem im Jahrbuch der Archäologischen Gesellschaft.

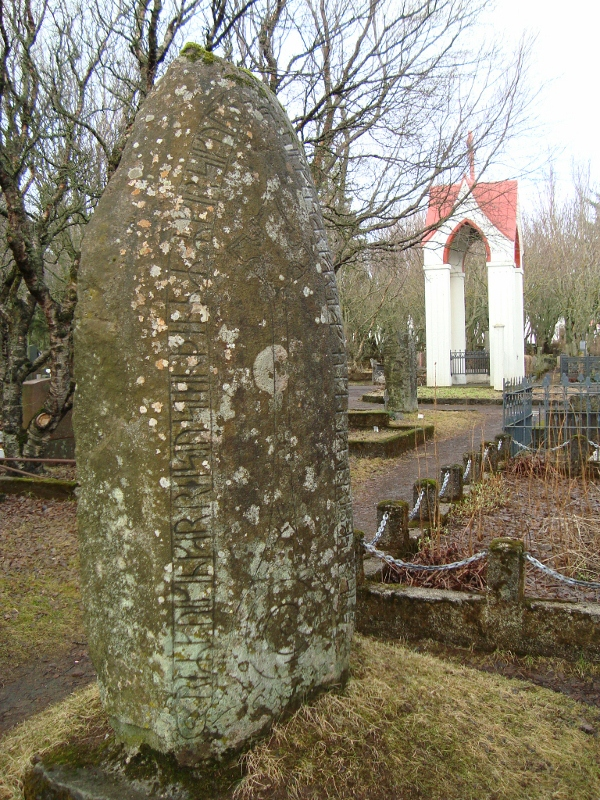
Grabstein von Sigurður Vigfússon und seiner Frau Ólína

Er war mit Ólína María Jakóbina Bonnesen verheiratet, deren Vater Bezirksvorsteher der Árnessýsla war. Die Grabstätte von Sigurður und Ólína befindet sich auf dem Friedhof Hólavallagarður in Reykjavík. Die Runeninschrift auf dem Grabstein, der einem Runenstein nachempfunden ist, lautet „Reykvíkingar reistu stein þennan yfir Sigurð son Vigfúsar, forstöðumann forngripasafnsins, og Ólínu eiginkona hans“; übersetzt: Die Reykjavíker errichteten diesen Stein für Sigurður, Sohn des Vigfús, Leiter des Antiquitätenmuseums, und für Ólína, seine Frau.